# Offenbacher Fußball-Club Kickers 1901
L'Offenbacher Fußball-Club Kickers 1901 e.V., più conosciuta come Kickers Offenbach, è una società di calcio di Offenbach, nel land dell'Assia, in Germania. Gioca nella Regionalliga Südwest, una delle cinque categorie regionali della quarta divisione tedesca. Fu fondata il 27 maggio 1901 nel ristorante Rheinischer Hof da calciatori che avevano abbandonato i club locali del Melitia, del Teutonia, del Viktoria, del Germania e del Neptun.

## Storia
I Kickers giocarono come squadra di mezza classifica nella Bezirksliga Main/Hessen durante la fine degli anni 1920 e gli inizi degli anni 1930. Il calcio tedesco venne riorganizzato nel 1933, dal Terzo Reich, in sedici Gauligen di prima divisione. I Kickers entrarono nella Gauliga Südwest/Mainhessen, dove conquistarono immediatamente il titolo e giunsero per la prima volta nella loro storia ai playoff. Qui la squadra non ebbe delle buone prestazioni, ma riuscì comunque a innalzare il suo livello di gioco nelle stagioni successive, andando a vincere cinque campionati di divisione consecutivi dal 1940 al 1944.
Nei primi anni 1940 la Gauliga Südwest/Mainhessen era stata divisa nella Gauliga Westmark e nella Gauliga Hessen-Nassau, dove giocarono i Kickers. Il loro miglior risultato arrivò nel 1942, quando riuscirono ad arrivare fino alle semifinali del campionato nazionale prima di venire estromessi col risultato di 0-6 dallo Schalke 04, che era sulla strada per il suo sesto campionato. Nel 1944, gli eserciti alleati stavano attraversando la Germania e la Gauliga Hessen-Nassau non disputò la stagione 1944-45.

### Il calcio del dopoguerra
Dopo la II guerra mondiale, l'Offenbach continuò ad essere una squadra forte nell'Oberliga Süd. Nel 1949 giunse nuovamente alle semifinali e venne di nuovo eliminato dalla squadra che si sarebbe poi rivelata campione, il VfR Mannheim. L'anno successivo fecero la loro apparizione in finale, perdendo 1-2 contro il Stoccarda.
I Kickers tornarono in finale nel 1959 dove furono sconfitti 3-5 dall'Eintracht Frankfurt. Per tutti il periodo del dopoguerra e negli anni che portarono alla formazione della prima lega calcistica professionistica in Germania, la Bundesliga, nel 1963, la squadra terminò sempre nella parte alta del suo campionato. nonostante ciò i Kickers Offenbach non furono tra le sedici squadre scelte per la stagione inaugurale del nuovo campionato, e la scelta ricadde sui rivali del Frankfurt.

### Ingresso nella Bundesliga e scandalo
L'esordio nella Bundesliga dovette aspettare fino al 1968. La squadra venne immediatamente retrocessa, ma tornò nella massima competizione nel 1970-71. Oltre al ritorno in Bundesliga, la squadra vinse il suo unico trofeo, nel 1970 con una vittoria per 2-1 contro il Colonia, nella finale di Coppa di Germania.
Comunque, alla fine della stagione 1971, i Kickers Offenbach si trovarono al centro di uno scandalo. Il presidente della squadra, Horst-Gregorio Canellas, si recò alla DFB (la federazione calcio tedesca), dopo essere stato avvicinato da un giocatore di un'altra squadra che cercava un premio in denaro in cambio degli sforzi della sua squadra nel battere una delle rivali dell'Offenbach nella lotta per la retrocessione. Non ricevendo aiuto dai funzionari della lega, Canellas iniziò a raccogliere le prove su quanto diffusi fossero questi pagamenti. Alla fine, più di cinquanta giocatori di sette squadre diverse, due allenatori, e sei arbitri vennero trovati colpevoli di aver cercato di influenzare il risultato degli incontri tramite la corruzione, ma Canellas non fu in grado di salvare la sua squadra dalla retrocessione. La squadra al centro dello scandalo, l'Arminia Bielefeld, sarebbe stata punita solo nella stagione successiva, troppo tardi per salvare l'Offenbach.
Lo scandalo ebbe un forte effetto negativo sulla giovane lega, e contribuì a far crollare le cifre degli spettatori. Un risultato dell'intero affare fu l'ulteriore evoluzione del calcio tedesco. Vennero rimosse le restrizioni ai salari e anche la seconda divisione della Bundesliga divenne professionistica. Per i giocatori significò che la retrocessione non significava più perdere lo status di professionista retribuito.

### Declino e ripresa
I Kickers avrebbero speso i sette anni successivi in seconda divisione, prima di far ritorno nella Bundesliga per una sola stagione nel 1983-84. Nel 1985, problemi finanziari portarono il club ad essere penalizzato nel punteggio e relegato nella Amateur Oberliga Hessen di terza divisione. La squadra si riprese solo per vedersi negare la licenza nel 1989 e venire rispedita in basso. A metà degli anni 1990 scivolarono fino alla Oberliga Hessen (IV) e dalla fine di quel decennio sono stati principalmente una squadra di terza divisione. L'Offenbach ritornò a giocare nella 2.Bundesliga nel 2005 e nonostante le sue alternate fortune rimane una favorita dai fan e con un buon seguito. La squadra però ha terminato il campionato 2007-2008 al diciassettesimo posto ed è retrocessa in Dritte Bundesliga.

## Rosa 2016-2017
| N. |                     | Ruolo | Calciatore              |
| -- | ------------------- | ----- | ----------------------- |
| 1  | Germania (bandiera) | P     | Alexander Sebald        |
| 4  | Giappone (bandiera) | C     | Ko Sawada               |
| 5  | Germania (bandiera) | D     | Kristian Maslanka       |
| 6  | Germania (bandiera) | C     | Marco Rapp              |
| 8  | Germania (bandiera) | D     | Maik Vetter             |
| 11 | Germania (bandiera) | C     | Serkan Firat            |
| 13 | Germania (bandiera) | C     | Christos Stoilas        |
| 15 | Germania (bandiera) | C     | Alexandros Theodosiadis |
| 16 | Germania (bandiera) | P     | Daniel Endres           |

| N. |                     | Ruolo | Calciatore       |
| -- | ------------------- | ----- | ---------------- |
| 17 | Germania (bandiera) | D     | Stefano Maier    |
| 18 | Germania (bandiera) | D     | Aaron Frey       |
| 19 | Austria (bandiera)  | A     | Philipp Hosiner  |
| 20 | Germania (bandiera) | C     | Robin Scheu      |
| 21 | Albania (bandiera)  | C     | Dren Hodja       |
| 23 | Germania (bandiera) | D     | Dennis Schulte   |
| 26 | Germania (bandiera) | D     | Jan-Hendrik Marx |
| 27 | Libano (bandiera)   | A     | Ihab Darwiche    |

## Palmarès

### Competizioni nazionali
- Coppa di Germania: 1

1969-1970
- Fußball-Regionalliga: 5

1966-1967 (Regionalliga Sud), 1969-1970 (Regionalliga Sud), 1971-1972 (Regionalliga Sud), 2004-2005 (Regionalliga Sud), 2014-2015 (Regionalliga Sud-Ovest)

### Competizioni regionali
- Oberliga Süd: 2

1948-1949, 1954-1955
- Gauliga Südwest/Mainhessen: 6

1933-1934, 1939-1940, 1940-1941, 1941-1942, 1942-1943, 1943-1944

### Altri piazzamenti
- Campionato tedesco:

Secondo posto: 1949-1950, 1958-1959
Semifinalista: 1941-1942, 1948-1949
- 2. Fußball-Bundesliga:

Secondo posto: 1980-1981 (girone Sud), 1982-1983
Terzo posto: 1976-1977 (girone Sud), 1981-1982
- Fußball-Regionalliga:

Terzo posto: 1963-1964 (Regionalliga Sud)
- Oberliga Süd:

Secondo posto: 1956-1957, 1958-1959, 1959-1960
- Coppa di Germania:

Semifinalista: 1954-1955, 1972-1973, 1973-1974, 1989-1990